# Symmacra thalassica
Symmacra thalassica är en fjärilsart som beskrevs av Moore 1887. Symmacra thalassica ingår i släktet Symmacra och familjen mätare. Inga underarter finns listade i Catalogue of Life.